# Gustave Pédoya
Jean Marie Gustave Pédoya,  le 29 novembre 1838 né à Pamiers et mort le 4 novembre 1938 à Paris, est un général de division et homme politique français, député de l'Ariège de 1909 à 1919.

## Actions politiques et militaires
Il est le fils de François et Emma Dupla, il est entré à l'école de Saint-Cyr en 1857, promotion de l'Indoustan, pour sortir sous-lieutenant au 78e RI en 1859 au sein duquel il sert jusqu'en 1876. Il est fait prisonnier du 1er septembre au 22 avril 1871 après avoir participé aux batailles de Wissembourg, de Reichshoffen et de Bazeilles. Il devient colonel en 1889 au 75e RI avant de devenir général à l'état-major général de l'Armée. Il commande ensuite la 29e DI puis la division d'Alger en janvier 1899.
Membre de la Commission de l'Armée de l'Assemblée nationale, il dépose une série de propositions de loi: sur les pensions de retraite militaire, sur l'avancement des officiers de l'armée active, sur l'attribution des congés pour les moissons, sur les statuts des sous-officiers.
Au tout début de la Première Guerre mondiale, il demande et obtient un commandement sur le front. Dès le lendemain, le ministre de la Guerre Adolphe Messimy le prie de prendre le gouvernement militaire de Grenoble, ce qu'il fait jusqu'à l'entrée en guerre de l'Italie aux côtés des Alliés en 1915. Il est alors président de la Commission de l'Armée à l'Assemblée, à ce titre il visite les industries d'armement en France, en Italie, en Angleterre et se rend à plusieurs reprises sur le front.
En 1919, il choisit de ne pas se représenter.

## Grades et campagnes
- 1859 : Sous-lieutenant, campagne d'Italie (1859-60)
- 1866 : Lieutenant
- 1870 : Capitaine, campagne contre l'Allemagne 1870-71, puis d'Afrique 1871-75
- 1876 : Chef de bataillon, campagne de Tunisie de 1881-84
- 1885 : Lieutenant-colonel
- 1889 : Colonel, campagne d'Algérie 1899-1900
- 1893 : Général de brigade
- 16 décembre 1898 : Général de division

## Récompenses et distinctions

### Décorations
- Commandeur de la Légion d'honneur le 11 juillet 1901[1].
- Médaille coloniale avec agrafes Algérie et Tunisie
- Médaille commémorative de la guerre 1870-1871
- Officier d'académie
- Ordre du Nicham Iftikar
- Ordre du mérite militaire (Espagne): Grand'croix

Une rue de Pamiers porte son nom ainsi que l'EHPAD de La Bastide-de-Sérou, en Ariège.

## Mandats politiques
- 19/12/1909 - 31/05/1910 : Député de l'Ariège - Gauche radicale-socialiste
- 08/05/1910 - 31/05/1914 : Député de l'Ariège - Républicains radicaux-socialistes
- 26/04/1914 - 07/12/1919 : Député de l'Ariège - Parti républicain radical et radical socialiste

## Activités sociales
Pédoya s'est impliqué dans de nombreuses sociétés d'entre-aide et culturelles, la solidarité militaire, la société d'appui mutuel des anciens rengagés et des sociétés de préparation militaire, membre du comité directeur de la Société d'histoire de la révolution de 1848 et de la commission des œuvres de la Ligue française de l'enseignement.

## Publications
Il a aussi écrit :
- Notice sur les ruines de Thélepte, ancienne ville romaine, près de Fériana (Tunisie), par M. Pédoya,..., Paris, Impr. nationale, 1885.
- Recueil de principes tactiques, service de marche, combats offensifs et défensifs, poursuites et retraites, service des avant-postes, Paris et Limoges : H. Charles-Lavauzelle, (1895).
- La Loi de deux ans, ses erreurs Paris : H. Charles-Lavauzelle, 1904.
- L'Armée n'est pas commandée, Paris :H. Charles-Lavauzelle, 1905.
- La cavalerie dans la guerre russo-japonaise et dans l'avenir, Paris : H. Charles-Lavauzelle, DL 1906.
- La Réforme des conseils de guerre, Paris : H. Charles-Lavauzelle, 1906.
- L'Augmentation de l'artillerie devant le Sénat, Paris : R. Chapelot, 1909.
- La Commission de l'armée pendant la Grande Guerre ; documents inédits et secrets, Paris : E. Flammarion, 1921.
- Le Droit de vote dans l'armée, Paris : H. Charles-Lavauzelle, 1923.